# Клод Елвуд Шенон
Клод Елвуд Шенон (енгл. Claude Elwood Shannon; Петоски, 30. април 1916 — Медфорд, 24. фебруар 2001) био је амерички математичар, електроинжењер, информатичар, криптограф и проналазач, познат као „отац теорије информација” и човек који је поставио темеље информационог доба. Шенон је био први који је описао употребу Булове алгебре — неопходне за сва дигитална електронска кола — и помогао у оснивању вештачке интелигенције (ВИ). Роботичар Родни Брукс прогласио је Шенона инжењером 20. века који је највише допринео технологијама 21. века, а математичар Соломон Голомб описао је његово интелектуално достигнуће као „једно од највећих у двадесетом веку”.
На Универзитету Мичигена, Шенон је стекао двоструку диплому, дипломиравши електротехнику и математику 1936. године. Као 21-годишњи студент мастер студија електротехнике на МИТ-у, његова теза из 1937. године, Симболичка анализа релејних и прекидачких кола, показала је да се електричном применом Булове алгебре може конструисати било који логички нумерички однос, чиме је успоставио теорију која стоји иза дигиталног рачунарства и дигиталних кола. Овај рад, који неки називају најважнијим мастер радом свих времена, представља „извод из матичне књиге рођених дигиталне револуције” и започео је његов животни рад који му је донео награду Кјото 1985. године. Дипломирао је на МИТ-у 1940. године са докторатом из математике; његова теза, фокусирана на генетику, садржала је важне резултате, иако у почетку није била објављена.
Шенон је допринео пољу криптоанализе за националну одбрану Сједињених Држава током Другог светског рата, укључујући његов фундаментални рад на разбијању шифара и сигурним телекомуникацијама. Написао је рад Теорија комуникације у системима тајности, који се сматра једним од темељних дела модерне криптографије, а његов рад је описан као „прекретница, која је означила крај класичне криптографије и почетак модерне криптографије”. Шенонов рад био је темељ за криптографију са симетричним кључем, укључујући рад Хорста Фајстела, Стандард за шифровање података (DES) и Напредни стандард за шифровање (AES). Као резултат тога, Шенон је назван „оцем оснивачем модерне криптографије”.
Његов рад из 1948. године, Математичка теорија комуникације, поставио је темеље за поље теорије информација, који је електроинжењер Роберт Галагер назвао „планом за дигиталну еру” а Scientific American „Магна картом информационог доба”. Напредак у више научних дисциплина користио је Шенонову теорију — укључујући проналазак компакт-диска, развој интернета, комерцијализацију мобилне телефоније и разумевање црних рупа. Такође је формално увео термин „бит”, и био је ко-изумитељ импулсно-кодне модулације и првог носивог рачунара.
Шенон је дао бројне доприносе пољу вештачке интелигенције, укључујући ко-организацију Дартмутске радионице 1956. године, која се сматра оснивачким догађајем ове дисциплине, и радове о програмирању шаховских рачунара. Његова машина Тезеј била је први електрични уређај који је учио методом покушаја и грешке, представљајући један од првих примера вештачке интелигенције.

## Биографија

### Детињство
Породица Шенон живела је у Гејлорду, у држави Мичиген, а Клод је рођен у болници у оближњем Петоскију. Његов отац, Клод старији (1862–1934), био је бизнисмен и, једно време, оставински судија у Гејлорду. Његова мајка, Мејбел Волф Шенон (1880–1945), била је наставница језика, а такође је радила и као директорка средње школе у Гејлорду. Клод старији био је потомак досељеника из колонијалног Њу Џерзија, док је Мејбел била дете немачких имиграната. Шенонова породица је током његове младости била активна у методистичкој цркви.
Већину првих 16 година свог живота Шенон је провео у Гејлорду, где је похађао државну школу и завршио средњу школу 1932. године. Шенон је показивао склоност ка механичким и електричним стварима. Његови најбољи предмети били су наука и математика. Код куће је правио уређаје попут модела авиона, телегафског система од бодљикаве жице до куће пријатеља удаљене пола миље и модел брода на даљинско управљање. Током одрастања, радио је и као курир за компанију Вестерн јунион.
Шенонов јунак из детињства био је Томас Едисон, за кога је касније сазнао да му је даљи рођак. И Шенон и Едисон били су потомци Џона Огдена (1609–1682), колонијалног вође и претка многих угледних људи.

### Логичка кола
Године 1932. Шенон је уписао Универзитет Мичигена, где се упознао са радом Џорџа Була. Дипломирао је 1936. године са две дипломе: једном из електротехнике и другом из математике. Године 1936. Шенон је започео постдипломске студије електротехнике на МИТ-у, где је радио на диференцијалном анализатору Веневара Буша, раном аналогном рачунару састављеном од електромеханичких делова који је могао да решава диференцијалне једначине. Проучавајући компликована ad hoc кола овог анализатора, Шенон је дизајнирао прекидачка кола заснована на Буловим концептима. Године 1937. написао је свој магистарски рад, Симболичка анализа релејних и прекидачких кола, а рад из ове тезе објављен је 1938. године. У овом револуционарном раду за теорију прекидачких кола, Шенон је дијаграмирао прекидачка кола која су могла да имплементирају основне операторе Булове алгебре. Затим је доказао да се његова прекидачка кола могу користити за поједностављење распореда електромеханичких релеја који су се у то време користили у прекидачима за рутирање телефонских позива. Затим је проширио овај концепт, доказујући да ова кола могу решити све проблеме које Булова алгебра може решити. У последњем поглављу представио је дијаграме неколико кола, укључујући и дигитални 4-битни потпуни сабирач.
Коришћење електричних прекидача за имплементацију логике је основни концепт који лежи у основи свих електронских дигиталних рачунара. Шенонов рад постао је темељ дизајна дигиталних кола, пошто је постао широко познат у заједници електроинжењера током и након Другог светског рата. Теоријска строгост Шеноновог рада надмашила је ad hoc методе које су преовладавале раније. Године 1987. Хауард Гарднер је поздравио Шенонову тезу као „вероватно најважнију, а такође и најпознатију, магистарску тезу века”. Херман Голдстајн ју је 1972. описао као „сигурно... једну од најважнијих магистарских теза икада написаних... Помогла је да се дизајн дигиталних кола промени из уметности у науку.” Шенонова магистарска теза освојила је Алфредову племениту награду 1939. године.
Шенон је докторирао математику на МИТ-у 1940. године. Веневар Буш је предложио да Шенон ради на својој дисертацији у лабораторији Колд Спринг Харбор, како би развио математичку формулацију Менделове генетике. Ово истраживање резултирало је Шеноновом докторском тезом под називом Алгебра за теоријску генетику. Међутим, теза је остала необјављена након што је Шенон изгубио интересовање, али је садржала важне резултате.
Године 1940. Шенон је постао национални истраживач-сарадник на Институту за напредне студије у Принстону, Њу Џерзи. У Принстону, Шенон је имао прилику да разговара о својим идејама са утицајним научницима и математичарима као што су Херман Вајл и Џон фон Нојман, а такође је имао и повремене сусрете са Албертом Ајнштајном и Куртом Геделом. Шенон је слободно радио у различитим дисциплинама, и та способност је можда допринела његовом каснијем развоју математичке теорије информација.

### Истраживање током рата
Шенон је радио у Беловим лабораторијама неколико месеци у лето 1937. и вратио се тамо да ради на системима за контролу ватре и криптографији током Другог светског рата, по уговору са секцијом Д-2 (Секција за системе контроле) Националног одбора за одбрамбена истраживања (NDRC).
Шенону се приписује проналазак графова тока сигнала, 1942. године. Открио је тополошку формулу појачања док је истраживао функционални рад аналогног рачунара.
Два месеца почетком 1943. године, Шенон је дошао у контакт са водећим британским математичарем Аланом Тјурингом. Тјуринг је био послат у Вашингтон да са криптоаналитичком службом америчке морнарице подели методе које је користила Владина школа за кодове и шифре у Блечли парку за разбијање шифара које су користиле Кригсмарине подморнице у северном Атлантском океану. Такође га је занимало шифровање говора и у ту сврху је провео време у Беловим лабораторијама. Шенон и Тјуринг су се састајали у време чаја у кафетерији. Тјуринг је Шенону показао свој рад из 1936. године који је дефинисао оно што је данас познато као „универзална Тјурингова машина”. Ово је импресионирало Шенона, јер су многе од тих идеја допуњавале његове сопствене.
Године 1945, док се рат ближио крају, NDRC је издавао сажетак техничких извештаја као последњи корак пре свог коначног затварања. Унутар тома о контроли ватре, посебан есеј под називом Изравнавање и предвиђање података у системима за контролу ватре, чији су коаутори Шенон, Ралф Биби Блекман и Хендрик Вејд Боде, формално је третирао проблем изравнавања података у контроли ватре по аналогији са „проблемом одвајања сигнала од ометајућег шума у комуникационим системима”. Другим речима, моделирао је проблем у терминима обраде података и сигнала и тако најавио долазак информационог доба.
Шенонов рад на криптографији био је још тешње повезан са његовим каснијим публикацијама о теорији комуникације. На крају рата, припремио је поверљиви меморандум за Белове телефонске лабораторије под називом „Математичка теорија криптографије”, датиран септембра 1945. године. Декласификована верзија овог рада објављена је 1949. као Теорија комуникације у системима тајности у Bell System Technical Journal. Овај рад је укључивао многе концепте и математичке формулације које су се такође појавиле у његовом раду Математичка теорија комуникације. Шенон је рекао да су се његови ратни увиди у теорију комуникације и криптографију развијали истовремено, и да су „били толико блиски да их нисте могли раздвојити”.
Док је био у Беловим лабораторијама, Шенон је доказао да је криптографски кључ за једнократну употребу нераскидив у свом поверљивом истраживању које је касније објављено 1949. године. Исти чланак је такође доказао да сваки нераскидиви систем мора имати суштински исте карактеристике као и кључ за једнократну употребу: кључ мора бити заиста насумичан, велик као и отворени текст, никада се не сме поново користити у целини или делимично, и мора се чувати у тајности.

### Теорија информација
Године 1948. обећани меморандум појавио се као Математичка теорија комуникације, чланак у два дела у јулском и октобарском издању Bell System Technical Journal. Овај рад се фокусира на проблем како најбоље кодирати поруку коју пошиљалац жели да пренесе. Шенон је развио информациону ентропију као меру информационог садржаја у поруци, што је мера неизвесности коју порука смањује. На тај начин, он је суштински изумео поље теорије информација.
Књига Математичка теорија комуникације поново штампа Шенонов чланак из 1948. и популаризацију Ворена Вивера, која је доступна и неспецијалистима. Вивер је истакао да реч „информација” у теорији комуникације није повезана са оним што кажете, већ са оним што бисте могли рећи. То јест, информација је мера слободе избора приликом одабира поруке. Шенонови концепти су такође популаризовани, уз његову сопствену лектуру, у књизи Џона Р. Пирса Симболи, сигнали и шум.
Фундаментални допринос теорије информација обради природних језика и рачунарској лингвистици додатно је утврђен 1951. године, у његовом чланку „Предвиђање и ентропија штампаног енглеског језика”, где је показао горње и доње границе ентропије за статистику енглеског језика — дајући статистичку основу за анализу језика. Поред тога, доказао је да третирање размака као 27. слова абецеде заправо смањује неизвесност у писаном језику, пружајући јасну, мерљиву везу између културне праксе и пробабилистичке когниције.
Други значајан рад објављен 1949. године је Теорија комуникације у системима тајности, декласификована верзија његовог ратног рада о математичкој теорији криптографије, у којем је доказао да све теоретски нераскидиве шифре морају имати исте захтеве као и кључ за једнократну употребу. Приписује му се увођење теореме одабирања, коју је извео још 1940. године, а која се бави представљањем континуалног сигнала из (униформног) дискретног скупа узорака. Ова теорија је била од суштинског значаја за омогућавање преласка телекомуникација са аналогних на дигиталне системе преноса 1960-их и касније.

### Вештачка интелигенција

#### Тезеј, миш
Године 1950. Шенон је дизајнирао и направио, уз помоћ своје супруге Бети, машину за учење названу Тезеј. Састојала се од лавиринта на површини, кроз који се могао кретати механички миш. Испод површине су се налазили сензори (електромеханичко релејно коло) који су пратили пут механичког миша кроз лавиринт. Миш је био дизајниран да претражује ходнике док не пронађе циљ. Након што би прошао кроз лавиринт, миш се могао поставити било где где је раније био, и због свог претходног искуства могао је директно да иде до циља. Ако би се нашао на непознатом терену, био је програмиран да претражује док не дође до познате локације, а затим би наставио ка циљу, додајући ново знање у своју меморију и учећи ново понашање. Чини се да је Шенонов миш био први уређај за вештачко учење те врсте.
Мазин Гилберт је изјавио да је Тезеј „инспирисао читаво поље ВИ. Овај насумични поступак покушаја и грешке је темељ вештачке интелигенције”.

#### Остали радови на пољу вештачке интелигенције
Шенон је написао више утицајних радова о вештачкој интелигенцији, као што је његов рад из 1950. под називом „Програмирање рачунара за играње шаха”, и рад из 1953. под називом „Рачунари и аутомати”. Заједно са Џоном Макартијем, ко-уредио је књигу под називом Студије о аутоматима, која је објављена 1956. године.
Шенон је ко-организовао и учествовао на Дартмутској радионици 1956. године, заједно са Џоном Макартијем, Марвином Минским и Натанијелом Рочестером, која се сматра оснивачким догађајем у области вештачке интелигенције.

### Подучавање на МИТ-у
Године 1956. Шенон се придружио факултету на МИТ-у, где је држао катедру. Радио је у Истраживачкој лабораторији за електронику (RLE). Наставио је да ради на факултету МИТ-а до 1978. године.

### Каснији живот и смрт
Шенон је оболео од Алцхајмерове болести и провео је последњих неколико година свог живота у старачком дому; преминуо је 2001. године. Иза себе је оставио супругу, сина и ћерку, и две унуке.

### Хобији и изуми
Осим академских активности, Шенон се занимао за жонглирање, вожњу моноцикла и шах. Такође је изумео многе уређаје, укључујући рачунар са римским бројевима назван THROBAC, и машине за жонглирање. Направио је уређај који је могао да реши Рубикову коцку.
Шенон је дизајнирао Minivac 601, дигитални рачунарски тренер за подучавање пословних људи о функционисању рачунара. Продавала га је компанија Scientific Development Corp почевши од 1961. године.
Сматра се и ко-изумитељем првог носивог рачунара заједно са Едвардом О. Торпом. Уређај је коришћен за побољшање шанси приликом играња рулета.

### Лични живот
Шенон се оженио Нормом Левор, богатом, левичарском интелектуалком јеврејског порекла, у јануару 1940. Брак се завршио разводом годину дана касније.
Шенон је упознао своју другу супругу, Мери Елизабет Мур (Бети), док је она радила као нумерички аналитичар у Беловим лабораторијама. Венчали су се 1949. године. Бети је помагала Клоду у изради неких од његових најпознатијих изума. Имали су троје деце.
Шенон се изјашњавао као аполитичан и атеиста.

## Наслеђе и признања
Постоји шест статуа Шенона које је извајао Јуџин Дауб: једна на Универзитету Мичигена; једна на МИТ-у у Лабораторији за информационе и одлучивачке системе; једна у Гејлорду, Мичиген; једна на Универзитету Калифорније, Сан Дијего; једна у Беловим лабораторијама; и још једна у AT&T Шенон лабораторијама. Статуа у Гејлорду се налази у Меморијалном парку Клода Шенона. Након распада система Бел, део Белових лабораторија који је остао уз AT&T Corporation назван је Шенон лабораторије у његову част.
Према Нилу Слоуну, сараднику AT&T-а који је ко-уредио Шенонову велику збирку радова 1993. године, перспектива коју је увела Шенонова теорија комуникације (сада названа „теорија информација”) је темељ дигиталне револуције, и сваки уређај који садржи микропроцесор или микроконтролер је концептуални потомак Шенонове публикације из 1948. године: „Он је један од великих људи века. Без њега, ништа од онога што данас знамо не би постојало. Цела дигитална револуција почела је с њим.”
Бројни извори приписују Шенону да је самостално створио теорију информација и поставио темеље за дигитално доба.
Историчар Џејмс Глајк је истакао значај Шенона, наводећи: „Ајнштајн је велика фигура, и с правом. Али ми не живимо у добу релативности, живимо у информационом добу. Шенонови отисци прстију су на сваком електронском уређају који поседујемо, сваком екрану рачунара у који гледамо, сваком средству дигиталне комуникације. Он је један од оних људи који толико трансформишу свет да се, након трансформације, стари свет заборави.”

### Математичка теорија комуникације

#### Виверов допринос
Шенонова Математичка теорија комуникације почиње тумачењем његовог сопственог рада од стране Ворена Вивера. Иако се цео Шенонов рад бави самом комуникацијом, Ворен Вивер је саопштио његове идеје на такав начин да су и они који нису навикли на сложену теорију и математику могли да схвате основне законе које је изнео. Спој њихових јединствених комуникационих способности и идеја створио је Шенон-Виверов модел, иако математичке и теоријске основе у потпуности потичу из Шеноновог рада након Виверовог увода. За лаике, Виверов увод боље објашњава Математичку теорију комуникације, али Шенонова каснија логика, математика и изражајна прецизност биле су одговорне за дефинисање самог проблема.

## Други радови

### Шенонова процена комплексности шаха
Године 1949. Шенон је завршио рад (објављен у марту 1950) који процењује комплексност стабла игре у шаху на приближно 10120. Овај број се данас често назива „Шенонов број” и још увек се сматра тачном проценом комплексности игре. Број се често наводи као једна од препрека за решавање игре шаха помоћу исцрпне анализе (тј. анализе грубом силом).

### Шенонов програм за компјутерски шах
Дана 9. марта 1949. године, Шенон је представио рад под називом „Програмирање рачунара за играње шаха”. Рад је представљен на конвенцији Националног института за радио инжењере у Њујорку. Описао је како програмирати рачунар да игра шах на основу бодовања позиције и избора потеза. Предложио је основне стратегије за ограничавање броја могућности које треба размотрити у партији шаха. У марту 1950. објављен је у Philosophical Magazine и сматра се једним од првих чланака објављених на тему програмирања рачунара за играње шаха и коришћења рачунара за решавање игре.
Његов процес за одлучивање рачунара о потезу био је минимакс поступак, заснован на функцији процене дате шаховске позиције. Шенон је дао груб пример функције процене у којој се вредност позиције црног одузима од вредности позиције белог. Материјал је рачунат према уобичајеној релативној вредности шаховских фигура (1 поен за пешака, 3 поена за скакача или ловца, 5 поена за топа и 9 поена за краљицу). Узео је у обзир и неке позиционе факторе, одузимајући ½ поена за сваког удвојеног пешака, заосталог пешака и изолованог пешака; мобилност је укључена додавањем 0,1 поена за сваки легалан потез на располагању.

### Шенонова максима
Шенон је формулисао верзију Керкхофсовог принципа као „Непријатељ познаје систем”. У овом облику позната је као „Шенонова максима”.

## Награде и признања
- Алфредова племенита награда Америчког друштва грађевинских инжењера, 1939.
- Меморијална награда Морис Либман Института радио инжењера, 1949.[77]
- Медаља Стјуарта Балантајна Френклиновог института, 1955.[78]
- Члан Националне академије наука САД, 1956.[79]
- Члан Америчке академије уметности и наука, 1957.[80]
- IEEE Медаља части, 1966.[81]
- Национална медаља за науку, 1966, коју је уручио председник Линдон Џонсон.[82]
- Харвијева награда, Технион у Хаифи, Израел, 1972.[83]
- Награда Клод Е. Шенон, 1973 (био је први добитник).[84]
- Страни члан Краљевске холандске академије наука и уметности (KNAW), 1975.[85]
- Члан Америчког филозофског друштва, 1983.[86]
- Награда Кјото, 1985.[87]

## Изабрана дела
- Claude E. Shannon: Симболичка анализа релејних и прекидачких кола, мастер теза, МИТ, 1937.
- Claude E. Shannon: „A Mathematical Theory of Communication”, Bell System Technical Journal, Vol. 27, pp. 379–423, 623–656, 1948 (апстракт).
- Claude E. Shannon and Warren Weaver: The Mathematical Theory of Communication. The University of Illinois Press, Urbana, Illinois, 1949.  0-252-72548-4